# Adaptace (psychologie)
Adaptace v psychologii je proces aktivního přizpůsobování se člověka (v tomto případě jeho osobnosti, resp. sociálního chování) změněným podmínkám vnějšího prostředí a následným životním situacím tak, aby dokázal v daném prostředí ideálně žít a pracovat. Adaptace na konkrétní změnu je vysoce individuální a závisí na genetických dispozicích, výchově, vzdělání, momentálním fyzickém i psychickém stavu jedince a mnoha dalších faktorech. Adaptace probíhá na mnoha úrovních - od molekulární až po sociální, přičemž hlavním řídícím centrem je centrální nervový systém. Nepříznivé vlivy působící na jedince se označují obecně jako stres. Úkolem psychologie je pomáhat člověku tyto stavy zvládnout (pokud to sám nedokáže), adaptovat se na novou situaci.
Adaptace na určitou životní situaci může být:
- Přiměřená
- Nepřiměřená

Nepřiměřená adaptace může mít různé formy, od mírných, kterým se věnuje klinický psycholog, až po závažnější psychické poruchy, jejichž léčbou se zabývá psychiatr.